# Plaza General San Martín

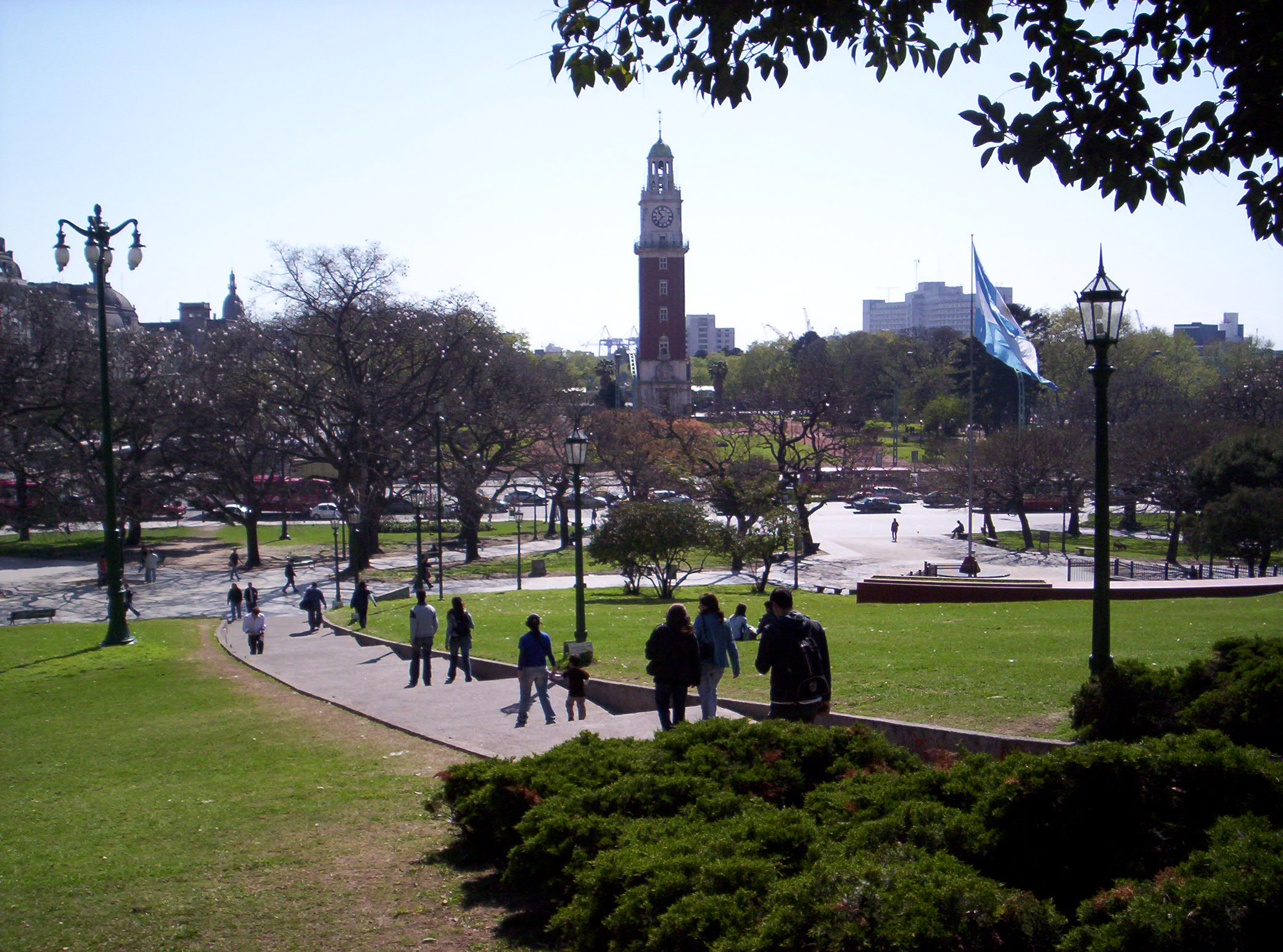
Plaza General San Martín und im Hintergrund der Torre Monumental außerhalb der Plaza.

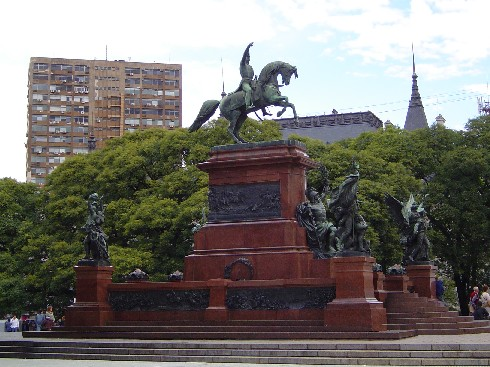
Denkmal für José de San Martín, den Namensgeber der Plaza.

Die Plaza General San Martín ist eine öffentliche Grünfläche in der argentinischen Hauptstadt Buenos Aires. Die Plaza befindet sich im Stadtteil Retiro. Sie wird begrenzt durch die Avenida Santa Fe, die Straßen Esmeralda, Arenales, Maipú, die Avenida del Libertador, die Calle Florida und die Calle San Martín. Nördlich schließen sich die Plaza Fuerza Aérea Argentina, die Plaza del Carril und die Plaza Canada an. Der Platz ist nach dem südamerikanischen Freiheitskämpfer und Protagonisten des argentinischen Unabhängigkeitskampfes José de San Martín benannt.

## Geschichte
Mehrere Gouverneure der Kolonialzeit hatten ihre offiziellen Residenzen auf der heutigen Plaza San Martín. 1713 wurde das Land an die South Sea Company verkauft, wo diese in der ehemaligen Gouverneursresidenz ihr Sklavengeschäft abwickelte. Später wurde auf dem Platz ein Fort und eine Stierkampfarena errichtet. 1807 war die Plaza Schauplatz der Niederlage der Briten bei ihrer versuchten Invasion, worauf der Platz als Feld des Ruhms bezeichnet wurde. 1810, nach der Loslösung der Stadt von der spanischen Krone, wurden auf der Plaza Kasernen für die berittenen Grenadiere von General San Martín gebaut. 1813 wurde der Sklavenhandel in den Vereinigten Provinzen vom Río de la Plata abgeschafft und die Sklavenunterkünfte abgerissen. 1824 ging San Martín nach Europa ins Exil, wo er 1850 auch starb, aber nach seinem Tod wurde seine Bedeutung für die argentinische Geschichte anerkannt und der französische Bildhauer Louis-Joseph Daumas 1862 beauftragt, ein Reiterstandbild zu Ehren von San Martín zu schaffen. 1878, an seinem hundertsten Geburtstag, erhielt die Plaza General San Martín ihren heutigen Namen.
1883 wurden auf Anordnung des Bürgermeisters Torcuato de Alvear das Fort, die Arena und andere Gebäude abgerissen und die Plaza bepflanzt. 1889 erhielt der Platz durch Carlos Thays seine heutige Form. Um 1900 war die Gegend ein beliebter Wohnort für die Oberschicht in Buenos Aires und so entstanden um ihn herum prachtvolle Gebäude, u. a. der Palacio San Martín (ehemals Palacio Anchorena), der Palacio Paz und der Palacio Haedo. 1910, zum hundertsten Jubiläum der Unabhängigkeit, wurde das knapp fünf Jahrzehnte alte Reiterstandbild von Daumas auf eine große Terrasse mit mehreren flankierenden Figurengruppen gesetzt; die Skulpturen wurden nach Modellen des deutschen Bildhauers Gustav Eberlein gegossen, die Architekturteile aus verschiedenen Granit-Sorten wurden von dem Unternehmen Vereinigte Granit-, Syenit- und Marmowrwerke AG (später Grasyma) im bayerischen Wunsiedel angefertigt und nach Buenos Aires verschifft.
1936 legte der Sohn von Thays, Carlos León Thays, eine Esplanade um das Monument für San Martín an, ungefähr zur selben Zeit wurde das Edificio Kavanagh an der Ostseite des Platzes fertiggestellt. Obwohl in der Umgebung einige der älteren Gebäude durch Hochhäuser ersetzt wurden, dazu gehört auch das Pirelli-Gebäude von 1975, hat der Platz doch nichts von seinem ursprünglichen Charme verloren. 
1942 wurde die Plaza General San Martín zum Historischen Ort erklärt (Lugar Histórico Nacional Decreto Nr. 122.096 vom 9. Juni 1942).
Im Osten des Platzes befindet sich das 1990 eröffnete Monumento a los caídos en Malvinas zu Ehren der Gefallenen des Falklandkriegs.
2009 wurde unter dem Titel Cultura para la Paz die Open-Air-Kunstausstellung United Buddy Bears auf dem Plaza San Martín durchgeführt.